# HD 106257
HD 106257，又名CD-33 8257，SAO 203252、HR 4651，是一颗恒星，视星等为6.33，位于銀經294，銀緯28.42，其B1900.0坐标为赤經12h 8m 25.1s，赤緯-33° 28.42′ 11″。